# Tuluksak
Tuluksak (Tuulkessaaq en langue Yupik) est une census-designated place d'Alaska aux États-Unis dans la Région de recensement de Bethel dont la population était de 373 habitants en 2010.

## Situation - climat - activités locales
Elle est située sur la rive sud de la rivière Tuluksak, à son confluent avec la rivière Kuskokwim, à 56 km au nord-est de Bethel.
Les températures vont de 6 °C à 17 °C en été et de −19 °C à −7 °C en hiver.
Les habitants pratiquent une économie de subsistance à base de chasse, de pêche et de cueillette.

## Démographie
| 1880 | 1890 | 1920 | 1930 | 1940 | 1950 |
| ---- | ---- | ---- | ---- | ---- | ---- |
| 150  | 62   | 73   | 96   | 88   | 116  |

| 1960 | 1970 | 1980 | 1990 | 2000 | 2010 |
| ---- | ---- | ---- | ---- | ---- | ---- |
| 137  | 195  | 236  | 358  | 428  | 373  |

## Sources et références
- (en) CIS

- (en) Cet article est partiellement ou en totalité issu de l’article de Wikipédia en anglais intitulé « Tuluksak, Alaska » (voir la liste des auteurs).

1. ↑  « Statistiques des États-Unis - Alaska - Profils des communautés de 2010 » (consulté en novembre 2020)